# إرفين راوش
إرفين راوش (بالألمانية: Erwin Rauch) هو عسكري ألماني، ولد في 19 أكتوبر 1889 في برلين في ألمانيا، وتوفي في 26 فبراير 1969 في كيرشنلاميتس في ألمانيا.